# Липська культура
Липська культура — археологічна культура доби верхнього (пізнього) палеоліту в межах Волино-Подільської плити, і датується пізнім мадленським періодом (XIX—XII тисячоліття до н. е.). Назву отримала від групи пам'яток на р. Липа близько однойменного села поблизу м. Дубно Рівненської області (Україна).
Перші пам'ятки виявлені в 1908 р. (Городок). Розкопки в 1926 р. проводив Л. Савицький. Найбільш ґрунтовні дослідження зроблено В. П. Савичем в 1960—1963 роках на стоянках поблизу с. Липа і в 1968—1979 роках на стоянці «Куличовка» біля м. Кременець Тернопільської області (Україна). Знайдено залишки жител, кістки мамонта, носорога, буйвола, зубра, північного оленя, коня, песця та інше; проколи, кістка птиці з насічками, кістка з антропоморфним зображенням.
Племена липської культури виготовляли гострі ножі, скребки, бічні різці, мікро-вістря і гравети (вузькі пластини з притупленим краєм), проколки, масивні свердла і наконечники списів, нуклевидні сокири та інше. Пластини заготовляли з човноподібних нуклеусів своєрідної форми. Розроблене племенами липської культури кремнієве виробництво існувало і в наступні епохи. Ліпська культура стала джерелом для розвитку більш пізньої свідерської культури, пам'ятки якої поширений на півночі Волині та заході Білорусі, в басейнах Вісли і Німану.
| Атерійський наконечник | Це незавершена стаття з археології. Ви можете допомогти проєкту, виправивши або дописавши її. |